# Carcharodon hubbelli
Espèce
Carcharodon hubbelli est une espèce éteinte de requins de la famille des Lamnidae et du genre Carcharodon. Elle a vécu au Miocène supérieur au cours du Messinien, soit il y a environ entre 7,246 et 5,333 millions d'années.

## Systématique
L'espèce Carcharodon hubbelli a été décrite en 2012 par Dana J. Ehret (d), Bruce J. MacFadden (d), Douglas S. Jones (d), Thomas J. DeVries (d), David A. Foster (d) et Rodolfo Salas-Gismondi (d).

## Description
Elle est connue par un crâne fossile découvert dans la formation géologique de Pisco dans le Sud-Est du Pérou et décrite en 2012 (45 vertèbres, 222 dents et mâchoire complète).
Carcharodon hubbelli est une espèce de transition, qui montre une évolution en mosaïque présentant d'une part des caractéristiques du Grand requin blanc actuel (Carcharodon carcharias), combinées avec, d'autre part, des caractères du requin fossile « mako à grandes dents », Carcharodon hastalis.
Les caractères associés à C. carcharias incluent la présence de dentelures et d'une première dent antérieure supérieure symétrique, la plus grande de la rangée de dents, tandis que ceux rappelant C. (C.) hastalis sont une troisième dent antérieure (intermédiaire) inclinée mésialement (vers de l'axe médian de l'arcade dentaire).

## Étymologie
Son épithète spécifique, hubbelli, lui a été donnée en l'honneur de Gordon Hubbell (d), vétérinaire et paléontologue amateur, en remerciement de son importante contribution à la paléontologie des requins.

## Publication originale
- (en) Dana J. Ehret, Bruce J. MacFadden, Douglas S. Jones, Thomas J. DeVries, David A. Foster et Rodolfo Salas-Gismondi, « Origin of the white shark Carcharodon (Lamniformes: Lamnidae) based on recalibration of the Upper Neogene Pisco Formation of Peru », Palaeontology, Londres, Wiley-Blackwell et Palaeontological Association, vol. 55, no 6,‎ novembre 2012, p. 1139-1153 (ISSN 0031-0239 et 1475-4983, OCLC 44674714 et 1761779, DOI 10.1111/J.1475-4983.2012.01201.X, lire en ligne).